# Eszopiclona

La eszopiclona (S)-6-(5-Clor-2-piridil)- 6,7-dihidro-7-oxo-5H-pirrolo[3,4-b]pirazin- 5-il-4-metil-1-piperazincarboxilato es el enantiómero S (+) activo de la zopiclona. Es un hipnótico no benzodiazepinico. Posee dos enantiómeros S y R, siendo el primero hipnótico (no benzodiacepínico de vida corta). 
Ejerce sus efectos de estimulación del sueño al intensificar la función del receptor GABA-a en el sitio de unión de benzodiazepina.

## Farmacocinética
- Se absorbe rápidamente después de

ser ingerido.
- Su biodisponibilidad es en promedio del 80%.
- Tiene una distribución amplia en todo el cuerpo.
- Su unión a proteínas plasmáticas es del 50% a 60%.
- Posee una semivida (t ½)  de aproximadamente 6 horas.
- Es metabolizado por la enzima hepática citocromo P450 CYP3A4 y 2E1.[1]

## Aplicación terapéutica
Se utiliza para el tratamiento a largo plazo del insomnio y para conservar el sueño. Se administra a personas que tienen dificultad para conciliar el sueño y también para las que muestran problemas para permanecer dormidas. 
Demostró eficacia  para tratar el insomnio transitorio y crónico.

## Nombres comerciales
Valnoc

## Efectos adversos
No se observa tolerancia ni signos de abstención grave (convulsiones o insomnio de rebote) que surja al interrumpir el uso del medicamento. Sin embargo, pueden surgir efectos de abstinencia leve que consisten en sueños anormales, ansiedad, náusea y molestias epigástricas (frecuencia: <2%). También puede producir boca seca.

## Controlled Substances Act - CSA
La eszpiclona es un fármaco dentro del inciso IV de sustancias controladas en Estados Unidos.
Desde 2005 está disponible en el mercado estadounidense con el nombre de Lunesta.

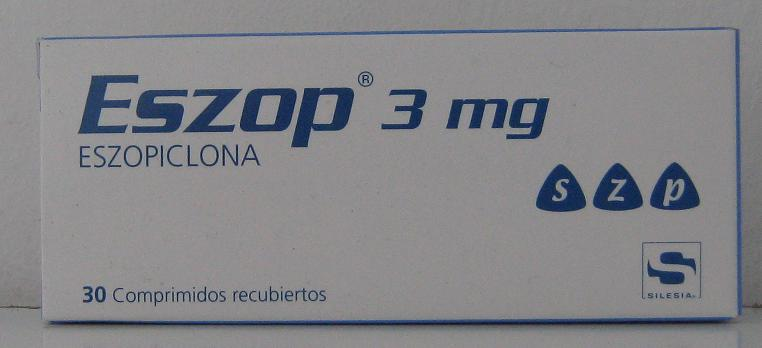